# 加勒比海盗系列电影
《加勒比海盗》（英語：Pirates of the Caribbean）是由華特迪士尼影業发行，以海盜為主題的奇幻历险电影系列，截至2017年6月上映了5部。其中前三部由戈尔·维宾斯基执导，第四部由罗伯·马歇尔执导，第五部由乔阿吉姆·罗恩尼和艾斯彭·山德伯格共同执导。五部影片均由杰瑞·布鲁克海默制片，编剧则包括特里·鲁西奥、泰德·艾略特、斯图尔特·贝亚蒂耶和杰·沃尔伯特。所有该系列电影都是以迪士尼公司旗下的“加勒比海盗”主题公园景点为基础，讲述了以海盗船长杰克·斯派罗（约翰尼·德普饰）的传奇经历为主线的一系列历险故事。片中其他几位主要演员还包括奥兰多·布鲁姆、凯拉·奈特莉、杰弗里·拉什、凯文·麦克纳利、比尔·奈伊、佩妮洛普·克鲁兹和伊恩·麦柯肖恩。
这一系列的首部电影是2003年上映的《加勒比海盗：黑珍珠号的诅咒》，在该片大获成功后，华特迪士尼电影公司透露将发行三部曲。于是第二部《加勒比海盗2：聚魂棺》在2006年上映，同样获得了很大的成功，打破首映世界电影票房纪录，最终收入达10亿6617万9725美元，并在当时创下了以最快速度达到10亿美元票房的新纪录，也在世界电影历史票房排行总榜上名列第3位（不过截止2013年4月已经被另外5部电影超过下滑至第8位）。第三部电影《加勒比海盗3：世界的尽头》于2007年上映，全球总计票房收入也接近10亿美元。2008年9月，约翰尼·德普确定出演第四部电影《加勒比海盗4：惊涛怪浪》，该片于2011年5月20日以传统的2D、IMAX 3D及数字3D三种方式上映，票房收入同样超过10亿美元，是迪士尼公司的第8部票房超过10亿的电影，也是当时以最快速度达到这一目标的电影。整个系列4部电影的全球总票房达37亿2773万5967美元，是截止2013年4月电影史上仅有的三个有两部电影票房超过10亿美元的系列电影之一（另外两个分别是《指环王》系列和《哈利·波特》系列），而迪士尼公司未来还计划再推出两部续集。2017年2月6日，《加勒比海盜：惡靈啟航》於超級盃上播出最新預告，並宣告將於同年5月份上映。。

## 开发

### 首部电影
1990年代初，剧作家特里·鲁西奥和泰德·艾略特产生了根据迪士尼乐园的加勒比海盗景点撰写一部电影剧本的构想。迪士尼一开始请杰·沃尔伯特根据景点编写了一个剧本，但被制片人杰瑞·布鲁克海默拒绝了，因为他觉得这就是“一部平凡的海盗电影”。他于2002年3月找来对海盗有所了解的斯图尔特·贝亚蒂耶重写剧本，并在当月晚些时候请来了鲁西奥和艾略特。而鲁西奥和艾略特则因受到加勒比海盗主题公园开幕解说的启发，决定为影片中增加超自然元素内容。由于预算的上涨，迈克尔·埃斯纳和罗伯特·艾格尔一度威胁要取消这部电影，不过在布鲁克海默向他们展示了样片和电影的艺术概念后他们改变了主意。
2002年6月，戈尔·维宾斯基确定执导《加勒比海盗：黑珍珠号的诅咒》，约翰尼·德普和杰弗里·拉什也在7月确定出演。维宾斯基对通过现代技术手段来复兴一种已经消失多年的电影类型非常感兴趣，这也让他想起了自己童年时对加勒比海盗景点的记忆，认为拍摄这部电影将是对那“吓人又好笑”基调致敬的好机会。德普则为影片离奇的故事所吸引：“黑珍珠号”的船员们对宝藏并不感兴趣，而是想要将其送回来解除自己身上的诅咒，并且也会上演传统的叛变戏码。维宾斯基请杰弗里·拉什来出演哈克特·巴博沙船长，因为他认为拉什不会试图将这一角色复杂化，而是给予其一种简单又邪恶的演绎，这正是影片的基调所在。奥兰多·布鲁姆在拉什之后看到了影片的剧本，当时他正参与电影《凯利党》的拍摄工作。凯拉·奈特莉则给予导演一个惊喜，因为他之前并没看过凯拉主演的《我爱贝克汉姆》，但对她试镜的精彩表现留下了深刻的印象。威瑟比·斯旺总督一角原本是安排由英国演员汤姆·威尔金森出演的，但最终改为由德普崇拜的偶像乔纳森·普雷斯来扮演。
《加勒比海盗：黑珍珠号的诅咒》于2002年10月9日至2003年3月7日拍摄完成，上映前，许多公司高管和记者都预期它会失败。因为海盗题材的电影已经多年没有焕发过生机，影片的基础也只是个主题公园景点，并且德普以往也鲜少出演过大制作电影。然而最终的事实证明，这部电影无论在专业评价还是商业两方面，都获得了很大的成功。

### 第二和第三部电影
受到第一部电影巨大成功的鼓舞，主创和演员们决定连续拍摄两部续集，这也为整个剧组争取到了更为充足的时间。编剧特里·鲁西奥和泰德·艾略特知道，由于整个剧组人员不变，他们就像《印第安纳·琼斯》系列和007系列电影一样不能让各类剧情和人物自由发展，所以就只能将《加勒比海盗：黑珍珠号的诅咒》当成一个三部曲系列电影的第一集。两人想要展现当威尔·特纳和伊丽莎白·斯旺在前集结尾处有情人终成眷属后，世界上又会发生什么事情，并打算将青春之泉用到影片中。他们还决定引入飞翔的荷兰人号、戴夫·琼斯（Davy Jones）和前集中被两次提及的挪威海怪（Kraken），此外还引入了历史上的不列颠东印度公司，这个公司将成为众海盗所代表个人自由主题的对立面。
两部续集于2005年2月28日开拍，其中《加勒比海盗2：聚魂棺》于2006年3月1日完成，而《加勒比海盗3：世界的尽头》则于2007年1月10日完成，前者也是迪士尼公司在影院上映的首部使用现代电脑成像技术合成其商标的电影，这个商标整整花了一年时间才制作完成。

### 第四部电影
鲁西奥和艾略特在制作《加勒比海盗2：聚魂棺》和《加勒比海盗3：世界的尽头》过程中閱讀了蒂姆·鲍沃斯的小说《惊涛怪浪》并决定将其作为第4部电影的剧情基础。由于戈尔·维宾斯基有其他安排，制片人杰瑞·布鲁克海默邀请了罗伯·马歇尔来执导这部电影。
两位编剧决定要把这部剧本内容写得更为独立一些，其中将包括一些新的角色以及小说中涉及的几个新元素如黑胡子、青春之泉和美人鱼——其中后两个已经在之前的电影中有所提及。德普、拉什、格雷格·埃利斯和凯文·麦克纳利都将继续出演他们的角色，另外增加了由伊恩·麦柯肖恩饰演的黑胡子和佩妮洛普·克鲁兹扮演的安吉丽卡，她是黑胡子的女儿以及杰克·斯派罗的恋人，之后片中还增加了由理查德·格里菲斯出演的英国国王乔治二世一角。由于前面的两部同时开拍的电影耗资巨大，迪士尼公司试图在这部电影中缩减成本，降低预算金额，影片为此减少了特技效果镜头的数量，并选择在更经济的地点来进行拍摄。这部电影也是通过3D方式拍摄的，其使用的镜头与《阿凡达》中使用的非常类似。
《加勒比海盗4：惊涛怪浪》的拍摄工作于2010年6月14日开始至同年11月19日结束，影片于2011年5月20日在美国上映。

### 第五部电影
摄制第四部电影时剧组被迪士尼告知在不久的将来先不要做其它安排，公司打算把第五和第六部电影也同时开拍。但是自那以后大家就只听到过第5部影片在准备中的消息。2011年1月14日，编剧特里·鲁西奥确认将撰写第五部的剧本，但没有前四部的另一位编剧泰德·艾略特的参与。约翰尼·德普表示自己很乐于继续扮演杰克·斯派罗船长，他说：“只要我们可以解开所有的谜团，我肯定会认真考虑。”制片人杰瑞·布鲁克海默表示第5部电影将是一部独立的作品。特里·鲁西奥也说剧本已经完成并呈交迪士尼公司高层决策人员。此外，在第四部电影于戛纳电影节期间举办的新闻发布会上德普还说道，只要这个角色还受到大家的欢迎，他就会一直演下去。
由于罗伯·马歇尔暂时没有确定是否继续执导，迪士尼公司拟定了一个理想导演名单，其中的人选包括蒂姆·波顿、山姆·雷米、阿方索·卡隆、肖恩·利维、克里斯·韦兹以及前三部的导演戈尔·维宾斯基。由于维宾斯基和波顿均已与约翰尼·德普在多部影片中合作过，因此两人也是迪士尼公司的第一选择。2011年7月6日，有消息报导约翰尼·德普确定出演第5部电影，不过由于他需要参与《独行侠》的拍摄，因此第5部电影至少要到2014年才能开拍。奥兰多·布鲁姆也表示如果有机会，他也很乐意继续出演本片。2012年8月，有消息称约翰尼·德普已正式签约出演，2013年1月11日，杰夫·内桑森签约参与影片剧本编写工作。2013年1月14日，迪士尼公司表示影片将于2015年7月10日发行。

### 第六部电影
在《加勒比海盗－神鬼奇航：幽靈海》上映前不久，有報導稱迪士尼計劃連續拍攝第五部和第六部電影，儘管最終只開發了第五部。 2017 年 3 月，導演約阿希姆·倫寧表示《死無對證》只是最終冒險的開始，並確認這不會是該系列的最後一部電影。同年 9 月，製片人傑瑞布魯克海默表示，另一部《加勒比海盜》仍在開發中。
同年 10 月，卡雅·斯考達裡奧表示，她已按照合約簽約回歸出演第六部電影。已確認倫寧將執導該片。 2019年10月，迪士尼宣布克雷格·麥辛和泰德·艾利奧特將編寫《加勒比海盜6》。 2020年5月，布魯克海默評論說，第六部電影的劇本初稿很快就會完成。 2022 年 4 月 20 日，在針對前妻 艾梅柏希爾德的誹謗審判中，德普表示他無意重返該系列，理由是在判決之前迪士尼將他從該系列中除名後，他與迪士尼的關係緊張。
2023 年 2 月，奧蘭多布魯姆表示有興趣重返該系列。三月份，凱拉奈特莉向《今夜娛樂》解釋了為什麼她不會重返迪士尼系列。當被問及是否會重新加入劇組時，奈特莉開玩笑說：「伊麗莎白·斯旺呢？」她還評論說，她的角色「以出色的風格」離開了。布魯克海默也仍然有興趣讓德普重返傳奇。六月，據報道，如果該項目值得的話，德普願意重返該系列。
2023 年 8 月，克雷格·麥辛 (Craig Mazin) 表示，他已向迪士尼推銷了《海盜》劇本，但只有在能夠與泰德·埃利奧特 (Ted Elliot ) 合作的情況下，他才會做出承諾。麥辛證實他和艾利奧特的劇本被迪士尼購買，並評論說這“我從不認為他們會買下來，這真是太奇怪了”，但2023 年美國編劇工會的罷工導致第六部的製作放緩。
2024 年 3 月，傑瑞布魯克海默表示第六部電影將重新啟動。儘管如此，兩個月後，布魯克海默還是希望看到強尼戴普回歸。
據報道，2024 年 5 月 16 日，迪士尼正在關注奧斯汀巴特勒出演這部重啟電影。
2024 年 5 月 20 日，布魯克海默進一步澄清了該系列的狀態。在接受《娛樂周刊》採訪時，他證實有兩部不同的海盜電影正在製作中。第一部是他打算與編劇傑夫·內桑森(Jeff Nathanson) 合作製作的重啟版，第二部是由克里斯蒂娜·霍德森(Christina Hodson) 執筆的瑪格特·羅比(Margot Robbie) 電影。他表示希望這兩部電影都能拍成，並指出迪士尼特別歡迎羅比主演的電影。關於重啟，他確認不會沿用前幾部電影中的角色，但他表示希望德普能夠出現

## 电影

### 《加勒比海盗：黑珍珠号的诅咒》（2003）
铁匠威尔·特纳与一位性情古怪的海盗杰克·史派罗船长合作去救自己的爱人，总督的女儿伊丽莎白·斯旺，她被杰克之前的海盗伙伴们绑架了。这群海盗因为之前盗取了882块金币而受到了诅咒，他们希望可以通过还回金币而打破这个诅咒。

### 《加勒比海盗2：聚魂棺》（2006）
库特勒·贝克特是不列颠东印度公司的一位有权有势但又残酷无情的代理人，他因威尔和伊丽莎白在前一部电影中帮助杰克船长逃跑而逮捕了两人。并向威尔提出如果他愿意帮助找到斯派罗和他的神奇指南针，自己可以给予宽大处理。与此同时，斯派罗试图找到“聚魂棺”，来了结自己与一位叫深海閻王的无赖间的债务和恩怨。

### 《加勒比海盗3：世界的尽头》（2007）
库特勒·贝克特获得了深海閻王的船“飞翔的荷兰人”，有了这艘船的帮助，他现在开始执行自己永远消灭海盗的计划。为了对抗不列颠东印度公司，威尔、伊丽莎白、巴博沙以及“黑珍珠号”的船员们开始试图找到并救出船长杰克·斯派罗，因为必须有9大海盗统领之一的他加入才能够召唤一位古老的女神来击败贝克特的大军。

### 《加勒比海盗4：惊涛怪浪》（2011）
杰克·斯派罗船长在寻找传说中青春之泉时遇上了自己以前的恋人安吉丽卡，她强迫杰克登上了臭名昭著海盗黑胡子的复仇女王安妮号，她正是黑胡子的女儿，两人也均在寻找青春之泉。其中安吉丽卡是为了拯救父亲的灵魂，而黑胡子则是为了逃脱一位只有一条腿的男人对他所做出的灭亡预言。而巴博沙船长则摇身一变成为英国国王乔治二世的海军军官，并且与西班牙人一起加入了对青春之泉的搜寻。

### 《加勒比海盗5：死无对证》（2017）
位處墨西哥灣與加勒比海的神秘百慕達三角洲，發生過大量令人匪疑所思的失蹤事件，不僅讓這個地區蒙上一層神祕的色彩，更被烙上「魔鬼三角」的稱號...相傳，西班牙海軍裡有位治軍嚴明的薩拉查船長，他冷血凶狠的獵殺手段，讓海盜們聞風喪膽。這位橫行加勒比海的船長與他的鐵血海軍，在一個夜晚突然離奇消失，少了他在海上大力掃蕩，海盜們便肆無忌憚，日益猖獗，漸漸的，把這號人物遺忘。其實，薩拉查船長從沒離開過「魔鬼三角」，只是碰上他的船隻都沒好下場，沒人能活著出來證實罷了。這回，薩船長鐵了心，決定留一個活口，带個口信給加勒比海最猖狂的海盜...
2011年10月，杰瑞·布鲁克海默确认影片的剧本已在创作中，而凯文·麦克纳利也在一次接受采访时表示影片有可能在2012年秋季开机。并且由于第四部《加勒比海盗4：惊涛怪浪》的商业成功，导演罗伯·马歇尔有可能再次执导。2011年7月6日，有报导称约翰尼·德普也将出演这部电影。不过由于他要参加2013年的电影《独行侠》的拍摄，因此至少要到2014年才能够参加本片的摄制工作。奥兰多·布鲁姆也表示了对“海盗”回归的兴趣，并且也有他将继续出演的传闻。Moviehole的一篇报导表示，当问及电影的剧情时，迪士尼公司的一位工作人员只是简单地回答：“威乐·特纳的故事可能并没有结束。”2012年8月又有消息称，德普正式确定将出演第5部电影。
2012年11月，在第二、三部电影以及第四部电影后半部中作为“黑珍珠号”和“复仇女王玛丽号”船只原型的“日落号”从拍摄《加勒比海盗4：惊涛怪浪》的夏威夷出发，最终停靠在了加利福尼亚州的长滩海岸，等待再次启航。2013年1月14日，迪士尼公司宣布《加勒比海盗5》将于2015年7月10日发行。5月29日，公司宣布《孤筏重洋》的两位导演乔阿吉姆·罗恩尼和艾斯彭·山德伯格将出任这部续集的导演。8月22日，据称第5部电影的片名为《加勒比海盗5：死无对证》（Pirates of the Caribbean: Dead Men Tell No Tales）；9月10日，迪士尼将影片的上映日期推迟，预计在2016年夏发行。

## 短片

### 《规则的童话：婚礼僵局》（2011）
女待斯卡丽特（劳伦·马赫饰）和吉塞尔（范妮莎·布兰奇饰）各自帮快要结婚的对方进行打扮，但是她们却发现自己的新郎居然是同一个男人：杰克·斯派罗。接下来两人又发现自己被一位拍卖师领到了一个拍卖现场……
这部短片是《加勒比海盗：黑珍珠号的诅咒》的前傳，解释了在那部电影一开头为什么杰克·斯派罗的船就沉掉了，也表明了斯卡丽特和吉塞尔那么恨他的原因，并且暗示了哥顿是怎样失去自己舌头的。其中情节的灵感来源于原“加勒比海盗”景点的“拍卖现场”节目。短片被包含在本系列电影的蓝光影碟中。

## 争议
虽然从未经官方证实，但有强烈的证据表明这一系列电影在一定程度上是根据《猴島小英雄》系列电子游戏进行改编的，或至少可以认为都受到了其影响。四部电影的编剧之一泰德·艾略特据称是史蒂文·斯皮尔伯格制作的根据《猴島小英雄》中同名作品改编动画电影《猴岛的诅咒》（The Curse of Monkey Island）的编剧，不过该片的拍摄计划在正式宣布前就取消了，而这正是《加勒比海盗：黑珍珠号的诅咒》上映3年前。传闻还指出影片取消前原定是由工业光魔公司制作的。
《猴島小英雄》系列游戏的主创人羅恩·吉伯特以半开玩笑的意味挖苦了《加勒比海盗》系列电影与《猴島小英雄》的相似之处，他还表示蒂姆·鲍沃斯的小说《惊涛怪浪》也正是他开发出这一系列游戏的灵感来源，而《加勒比海盗4：惊涛怪浪》也是根据这部小说改编的。

## 主要演员
| 角色                 | 电影                                   | 电影                            | 电影                                | 电影                              | 电影                              | 电影 |
| 角色                 | 《加勒比海盗：黑珍珠号的诅咒》（2003） | 《加勒比海盗2：聚魂棺》（2006） | 《加勒比海盗3：世界的尽头》（2007） | 《加勒比海盗4：惊涛怪浪》（2011） | 《加勒比海盗5：死无对证》（2017） |      |
| -------------------- | -------------------------------------- | ------------------------------- | ----------------------------------- | --------------------------------- | --------------------------------- | ---- |
| 杰克·斯派罗船长      | 约翰尼·德普                            | 约翰尼·德普                     | 约翰尼·德普                         | 约翰尼·德普                       | 约翰尼·德普                       |      |
| 哈克特·巴博沙船长    | 杰弗里·拉什                            | 杰弗里·拉什                     | 杰弗里·拉什                         | 杰弗里·拉什                       | 杰弗里·拉什                       |      |
| 薩拿薩爾船長         |                                        |                                 |                                     |                                   | 哈維爾·巴登                       |      |
| 约夏米·吉布斯        | 凯文·麦克纳利                          | 凯文·麦克纳利                   | 凯文·麦克纳利                       | 凯文·麦克纳利                     | 凯文·麦克纳利                     |      |
| 威尔·特纳            | 奥兰多·布鲁姆                          | 奥兰多·布鲁姆                   | 奥兰多·布鲁姆                       |                                   | 奥兰多·布鲁姆                     |      |
| 伊丽莎白·斯旺        | 凯拉·奈特莉                            | 凯拉·奈特莉                     | 凯拉·奈特莉                         |                                   | 凯拉·奈特莉                       |      |
| 詹姆斯·诺林顿        | 杰克·达文波特                          | 杰克·达文波特                   | 杰克·达文波特                       |                                   |                                   |      |
| 威瑟比·斯旺总督      | 乔纳森·普雷斯                          | 乔纳森·普雷斯                   | 乔纳森·普雷斯                       |                                   |                                   |      |
| 平泰尔               | 李·阿伦伯格                            | 李·阿伦伯格                     | 李·阿伦伯格                         |                                   |                                   |      |
| 拉格蒂               | 麦肯锡·克鲁克                          | 麦肯锡·克鲁克                   | 麦肯锡·克鲁克                       |                                   |                                   |      |
| 马蒂                 | 马丁·科勒巴                            | 马丁·科勒巴                     | 马丁·科勒巴                         |                                   |                                   |      |
| 哥顿                 | 大卫·贝利                              | 大卫·贝利                       | 大卫·贝利                           |                                   |                                   |      |
| 斯卡丽特             | 劳伦·马赫（Lauren Maher）              | 劳伦·马赫（Lauren Maher）       | 劳伦·马赫（Lauren Maher）           |                                   |                                   |      |
| 吉塞尔               | 范妮莎·布兰奇                          | 范妮莎·布兰奇                   | 范妮莎·布兰奇                       |                                   |                                   |      |
| 西奥多·格罗弗斯中尉  | 格雷格·埃利斯                          |                                 | 格雷格·埃利斯                       | 格雷格·埃利斯                     |                                   |      |
| 慕托格               | 吉尔斯·纽                              |                                 | 吉尔斯·纽                           |                                   |                                   |      |
| 慕尔罗伊             | 安加斯·巴内特                          |                                 | 安加斯·巴内特                       |                                   |                                   |      |
| 吉力特中尉           | 达米恩·奥哈尔                          |                                 |                                     | 达米恩·奥哈尔                     |                                   |      |
| 戴夫·琼斯            | 提及                                   | 比尔·奈伊                       | 比尔·奈伊                           |                                   |                                   |      |
| 布斯特拉普·比尔·特纳 | 提及                                   | 斯特兰·斯卡斯加德               | 斯特兰·斯卡斯加德                   |                                   |                                   |      |
| 库特勒·贝克特        |                                        | 湯姆·荷蘭德                     | 湯姆·荷蘭德                         |                                   |                                   |      |
| 蒂娅·达尔玛          |                                        | 娜奥米·哈里斯                   | 娜奥米·哈里斯                       |                                   |                                   |      |
| 伊恩·梅瑟            |                                        | 大卫·斯科菲尔德                 | 大卫·斯科菲尔德                     |                                   |                                   |      |
| 蒂格船长             |                                        |                                 | 凯斯·理查德兹                       | 凯斯·理查德兹                     |                                   |      |
| 安娜玛丽亚           | 佐伊·索尔达娜                          |                                 |                                     |                                   |                                   |      |
| 啸风                 |                                        |                                 | 周润发                              |                                   |                                   |      |
| 安吉丽卡             |                                        |                                 |                                     | 佩妮洛普·克鲁兹                   |                                   |      |
| 黑胡子               |                                        |                                 |                                     | 伊恩·麦柯肖恩                     |                                   |      |
| 菲利普·斯韦夫特      |                                        |                                 |                                     | 山姆·克拉弗林                     |                                   |      |
| 塞里娜               |                                        |                                 |                                     | 阿斯特丽德·伯格斯-弗瑞斯贝        |                                   |      |
| 乔治二世             |                                        | 提及                            | 提及                                | 理查德·格里菲斯                   |                                   |      |
| 西班牙人             |                                        |                                 |                                     | 奥斯卡·贾恩那达（Óscar Jaenada）  |                                   |      |

## 主创人员
| 职务 | 片名                                                     | 片名                     | 片名                        | 片名                          | 片名                      | 片名 |
| 职务 | 《加勒比海盗：黑珍珠号的诅咒》                           | 《加勒比海盗2：聚魂棺》  | 《加勒比海盗3：世界的尽头》 | 《加勒比海盗4：惊涛怪浪》     | 《加勒比海盗5：死无对证》 |      |
| ---- | -------------------------------------------------------- | ------------------------ | --------------------------- | ----------------------------- | ------------------------- | ---- |
| 导演 | 戈尔·维宾斯基                                            | 戈尔·维宾斯基            | 戈尔·维宾斯基               | 罗伯·马歇尔                   | 傑瑞·布洛克海默           |      |
| 制片 | 杰瑞·布鲁克海默                                          | 杰瑞·布鲁克海默          | 杰瑞·布鲁克海默             | 杰瑞·布鲁克海默               | 杰瑞·布鲁克海默           |      |
| 编剧 | 特里·鲁西奥、泰德·艾略特、斯图尔特·贝亚蒂耶、杰·沃尔伯特 | 特里·鲁西奥和泰德·艾略特 | 特里·鲁西奥和泰德·艾略特    | 特里·鲁西奥和泰德·艾略特      | 杰夫·内桑森和特里·鲁西奥  |      |
| 音乐 | 克劳斯·巴代特                                            | 汉斯·季默                | 汉斯·季默                   | 汉斯·季默和罗德里哥和加比利拉 |                           |      |
| 摄影 | 达鲁兹·沃尔斯基                                          | 达鲁兹·沃尔斯基          | 达鲁兹·沃尔斯基             | 达鲁兹·沃尔斯基               |                           |      |

## 迴响

### 票房成绩
《加勒比海盗》系列已经上映的4部电影在商业上都很成功，总计票房收入超过37亿美元，并且都曾经是美国史上票房最高的50部电影之一。其中第二部《加勒比海盗2：聚魂棺》和第四部《加勒比海盗4：惊涛怪浪》票房超过10亿美元。
《加勒比海盗：黑珍珠号的诅咒》是2003年北美地区的电影票房季军（仅次于《指环王：王者归来》和《寻找尼摩》），也在这年全球电影票房排列榜上名列第4名（除前面两部外还落后于《黑客帝国2：重装上阵》）。
《加勒比海盗2：聚魂棺》是2006年的北美和世界电影票房冠军，而《加勒比海盗3：世界的尽头》则是2007年世界电影票房冠军，但在北美地区只名列第4位（落后于《蜘蛛侠3》、《哈利·波特与凤凰社》和《怪物史瑞克3》。《加勒比海盗4：惊涛怪浪》是2011年的世界电影票房季军（仅次于《哈利·波特与死亡圣器（下）》和《变形金刚3》，在北美地区则排在第5位。
所有的续集一经上映就打破了某一项票房纪录，如第二部《加勒比海盗2：聚魂棺》创下了北美地区上映首周的票房纪录，而第三部《加勒比海盗3：世界的尽头》创下了北美地区阵亡将士纪念日周末上映首周票房纪录，第四部《加勒比海盗4：惊涛怪浪》则创下了北美以外地区上映首周的票房纪录。
| 片名                                                                          | 上映日期      | 收入           | 收入           | 收入           | 票房排名     | 票房排名     | 票房排名     | 成本           | 资料          |
| 片名                                                                          | 上映日期      | 美国           | 其他国家       | 全球           | 美国历史排名 | 全球历史排名 | 全球初始排名 | 成本           | 资料          |
| ----------------------------------------------------------------------------- | ------------- | -------------- | -------------- | -------------- | ------------ | ------------ | ------------ | -------------- | ------------- |
| 《加勒比海盗：黑珍珠号的诅咒》                                                | 2003年7月9日  | $305,413,918   | $348,850,097   | $654,264,015   | #39 #94(A)   | #59          | #46          | $1.4亿         | [ 60 ]        |
| 《加勒比海盗2：聚魂棺》                                                       | 2006年7月7日  | $423,315,812   | $642,863,913   | $1,066,179,725 | #10 #46(A)   | #8           | #3           | $2.25亿        | [ 61 ]        |
| 《加勒比海盗3：世界的尽头》                                                   | 2007年5月25日 | $309,420,425   | $654,000,000   | $963,420,425   | #36 #120(A)  | #15          | #5           | $3亿           | [ 62 ]        |
| 《加勒比海盗4：惊涛怪浪》                                                     | 2011年5月20日 | $241,071,802   | $804,642,000   | $1,045,713,802 | #78          | #10          | #6           | $2.5–3.79亿    | [ 26 ] [ 63 ] |
| 《加勒比海盗5：死无对证》                                                     | 2017年5月26日 | $172,558,876   | $622,221,339   | $794,780,215   | #254         | #69          |              | $2.3亿         | [ 64 ]        |
| 总计                                                                          | 总计          | $1,451,780,833 | $3,072,577,349 | $4,524,358,182 | #12          | #9           |              | $11.45-12.74亿 | [ 65 ]        |
| 补充说明 - (A)已经根据不同时期的电影票价格调整计算（由Box Office Mojo计算）。 |               |                |                |                |              |              |              |                |               |

### 专业评价
| 片名                           | 烂蕃茄           | Metacritic     | Yahoo!电影     |
| ------------------------------ | ---------------- | -------------- | -------------- |
| 《加勒比海盗：黑珍珠号的诅咒》 | 79%（205份评论） | 63（40份评论） | B-（14份评论） |
| 《加勒比海盗2：聚魂棺》        | 54%（220份评论） | 53（37份评论） | B-（14份评论） |
| 《加勒比海盗3：世界的尽头》    | 44%（218份评论） | 50（36份评论） | C+（15份评论） |
| 《加勒比海盗4：惊涛怪浪》      | 34%（249份评论） | 45（39份评论） | C（11份评论）  |
| 《加勒比海盗5：死无对证》      | 30%（230份评论） | 39（45份评论） |                |

### 荣誉

#### 奥斯卡金像奖
5部影片一共获得了11项奥斯卡金像奖提名，但只有一项最终获奖。
| 奖项     | 片名                           | 片名                    | 片名                        | 片名                      | 片名                      |
| 奖项     | 《加勒比海盗：黑珍珠号的诅咒》 | 《加勒比海盗2：聚魂棺》 | 《加勒比海盗3：世界的尽头》 | 《加勒比海盗4：惊涛怪浪》 | 《加勒比海盗5：死无对证》 |
| -------- | ------------------------------ | ----------------------- | --------------------------- | ------------------------- | ------------------------- |
| 男主角   | 提名 （约翰尼·德普）           |                         |                             |                           |                           |
| 艺术指导 |                                | 提名                    |                             |                           |                           |
| 化妆     | 化妆                           |                         | 化妆                        |                           |                           |
| 音效剪辑 | 提名                           | 提名                    |                             |                           |                           |
| 音效     | 提名                           | 提名                    |                             |                           |                           |
| 视觉效果 | 提名                           | 获奖                    | 提名                        |                           |                           |

#### 金球奖
5部影片一共获得了两项金球奖提名，但均未获奖。
| 奖项                            | 片名                           | 片名                    | 片名                        | 片名                      | 片名                      |
| 奖项                            | 《加勒比海盗：黑珍珠号的诅咒》 | 《加勒比海盗2：聚魂棺》 | 《加勒比海盗3：世界的尽头》 | 《加勒比海盗4：惊涛怪浪》 | 《加勒比海盗5：死无对证》 |
| ------------------------------- | ------------------------------ | ----------------------- | --------------------------- | ------------------------- | ------------------------- |
| 最佳电影男主角（音乐剧/喜剧类） | 提名 （约翰尼·德普）           | 提名 （约翰尼·德普）    |                             |                           |                           |

#### MTV电影奖
前三部影片一共获得了13项MTV电影奖提名，并有4项获奖。
| 奖项           | 片名                                 | 片名                    | 片名                        | 片名                      | 片名                      |
| 奖项           | 《加勒比海盗：黑珍珠号的诅咒》       | 《加勒比海盗2：聚魂棺》 | 《加勒比海盗3：世界的尽头》 | 《加勒比海盗4：惊涛怪浪》 | 《加勒比海盗5：死无对证》 |
| -------------- | ------------------------------------ | ----------------------- | --------------------------- | ------------------------- | ------------------------- |
| 最佳影片       | 提名                                 | 获奖                    | 提名                        |                           |                           |
| 最佳男演员     | 获奖 （约翰尼·德普）                 | 获奖 （约翰尼·德普）    |                             |                           |                           |
| 最佳女演员     |                                      | 提名 （凯拉·奈特莉）    | 提名 （凯拉·奈特莉）        |                           |                           |
| 最有突破女演员 | 提名 （凯拉·奈特莉）                 |                         |                             |                           |                           |
| 最佳银幕搭档   | 提名 （约翰尼·德普 & 奥兰多·布鲁姆） |                         |                             |                           |                           |
| 最佳恶魔       | 提名 （杰弗里·拉什）                 | 提名 （比尔·奈伊）      |                             |                           |                           |
| 最佳喜剧表演   | 提名 （约翰尼·德普）                 |                         | 获奖 （约翰尼·德普）        |                           |                           |

#### 青少年选择奖
前四部影片一共获得了25项青少年选择奖提名，最终有16项获奖。
| 奖项             | 片名                                 | 片名                                   | 片名                        | 片名                      | 片名                                 |
| 奖项             | 《加勒比海盗：黑珍珠号的诅咒》       | 《加勒比海盗2：聚魂棺》                | 《加勒比海盗3：世界的尽头》 | 《加勒比海盗4：惊涛怪浪》 | 《加勒比海盗5：死无对证》            |
| ---------------- | ------------------------------------ | -------------------------------------- | --------------------------- | ------------------------- | ------------------------------------ |
| 电影化学效应     | 获奖 （奥兰多·布鲁姆 & 凯拉·奈特莉） |                                        |                             |                           |                                      |
| 打斗/动作场面    | 获奖 （约翰尼·德普 & 奥兰多·布鲁姆） |                                        |                             |                           |                                      |
| 银幕骗子         | 获奖 （约翰尼·德普）                 |                                        |                             |                           |                                      |
| 银幕之吻         | 获奖 （奥兰多·布鲁姆 & 凯拉·奈特莉） | 获奖 （奥兰多·布鲁姆 & 凯拉·奈特莉）   |                             |                           | 提名 （奥兰多·布鲁姆 & 凯拉·奈特莉） |
| 突破性演出女演员 | 提名 （凯拉·奈特莉）                 |                                        |                             |                           |                                      |
| 电影男演员       |                                      | 获奖 （约翰尼·德普）                   | 获奖 （约翰尼·德普）        | 提名 （约翰尼·德普）      | 提名 （约翰尼·德普）                 |
| 电影男演员       | 提名 （奥兰多·布鲁姆）               | 提名 （奥兰多·布鲁姆）                 | 提名 （布蘭頓·思懷茲）      | 提名 （约翰尼·德普）      |                                      |
| 暑期档电影       |                                      | 获奖                                   |                             |                           | 提名                                 |
| 突破性银幕惊叫   |                                      | 获奖 （凯拉·奈特莉）                   |                             |                           |                                      |
| 最佳电影         |                                      | 获奖                                   | 获奖                        | 提名                      |                                      |
| 最佳打鬥         |                                      | 获奖 （奥兰多·布鲁姆 & 杰克·达文波特） | 获奖 （奥兰多·布鲁姆）      |                           |                                      |
| 脾气最差         |                                      | 获奖 （凯拉·奈特莉）                   |                             |                           |                                      |
| 电影卑鄙小人     |                                      | 获奖 （比尔·奈伊）                     |                             |                           |                                      |
| 性感男           |                                      | 提名 （奥兰多·布鲁姆）                 |                             |                           |                                      |
| 电影女演员       |                                      | 提名 （凯拉·奈特莉）                   | 获奖 （凯拉·奈特莉）        | 提名 （佩妮洛普·克鲁兹）  | 提名 （卡雅·斯考达里奥）             |
| 电影恶魔         |                                      |                                        | 获奖 （比尔·奈伊）          | 提名 （伊恩·麦柯肖恩）    | 提名 （哈維爾·巴登）                 |